# Schloss Dürrenmungenau

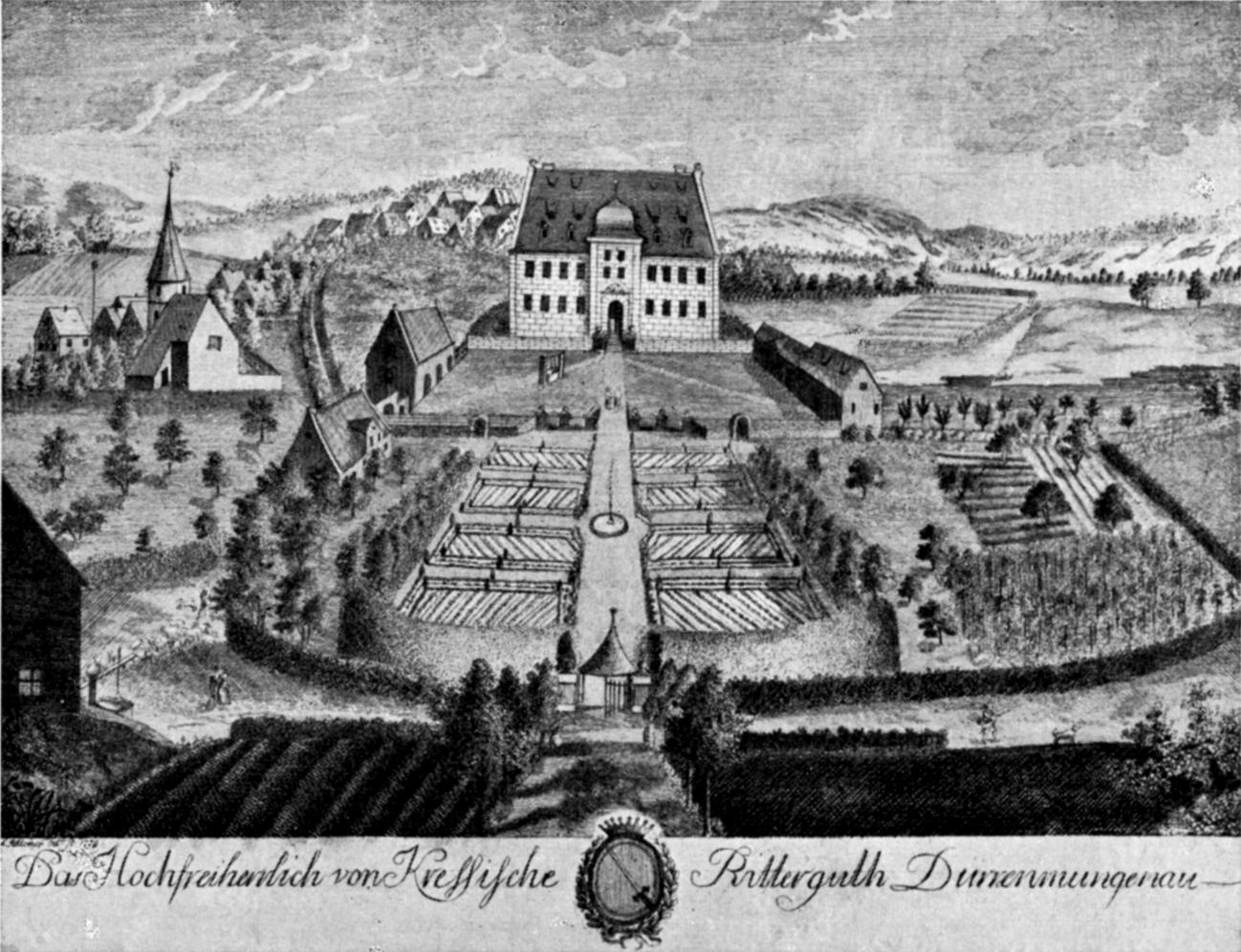
Das Schloss auf einem Kupferstich von 1798

Schloss Dürrenmungenau ist ein Wasserschloss im Stil des Historismus, das im Abenberger Ortsteil Dürrenmungenau im mittelfränkischen Landkreis Roth in Bayern steht. Das Schloss und seine Nebengebäude unterliegen dem Denkmalschutz.

## Geschichte

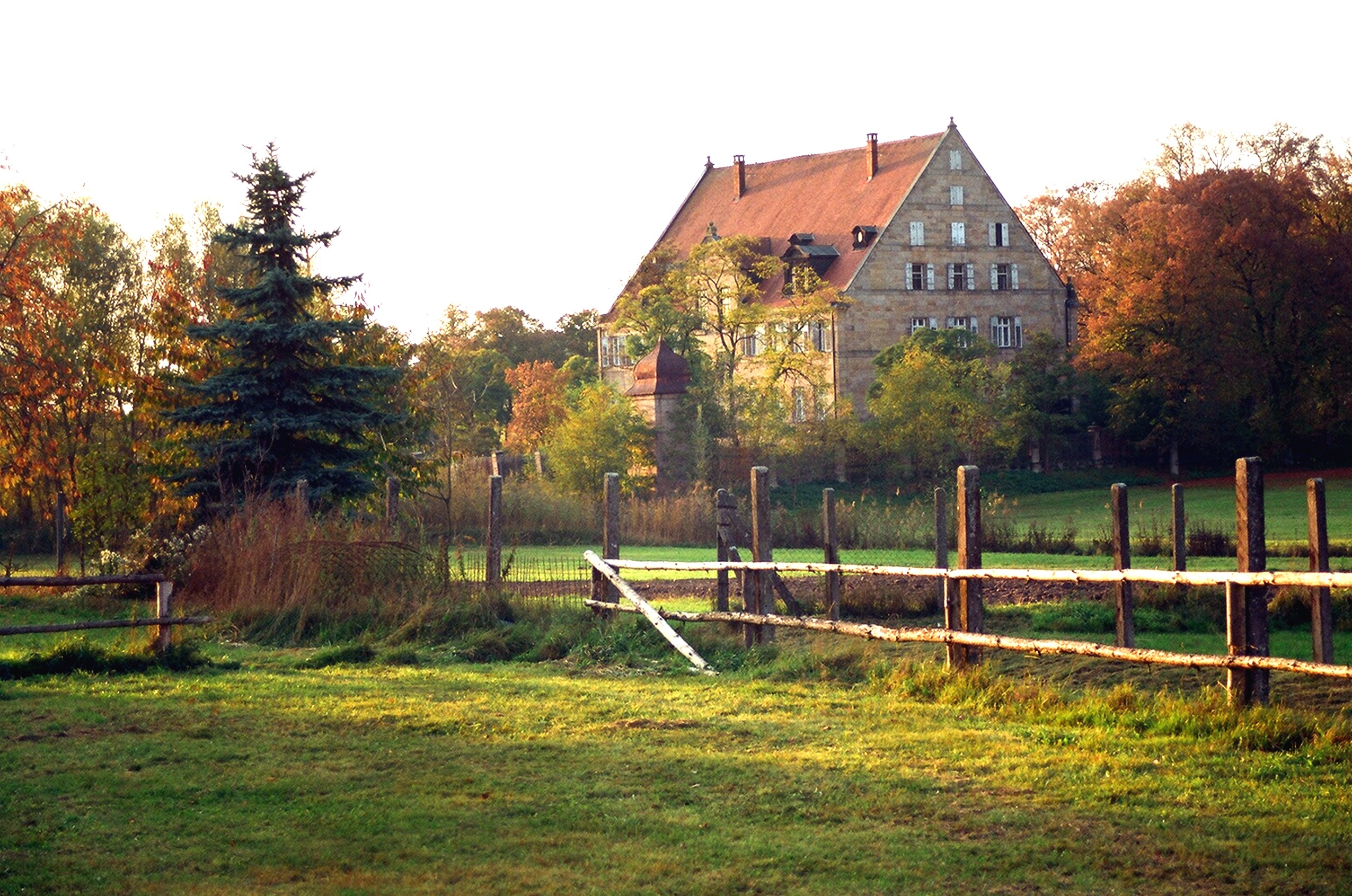
Das Schloss heute

1278 wurde Dürrenmungenau als „Mungenau“ erstmals erwähnt. Das Geschlecht der Herren von Mungenau wird 1142 und 1295 genannt. Zu dieser Zeit gab es möglicherweise schon ein festes Haus zur Sicherung der Straße von Nürnberg nach Augsburg. 1390 wurde die Burg erstmals ausdrücklich erwähnt, als sie jeweils zur Hälfte Eigentum der Burggrafen von Nürnberg und Konrads von Lentersheim war. 1414 verkaufte Heinrich von Seckendorff die Hälfte der Burg, die von den Burggrafen zu Lehen ging, an Jakob Zuckmandel und 1415 die andere Hälfte an Stephan von Absberg. Um 1419 waren die Absberger die Alleinbesitzer und blieben dies bis 1507. Dann waren wieder die Herren von Seckendorff als Besitzer, 1516 folgen die von Pleinfeld. 1554 veräußerten diese die Güter an die Schnöden von Defersdorf. 1564/65 erwarb der markgräfliche Rat Endres Mussmann den Besitzkomplex.
Nachdem der Ort und das Schloss im Dreißigjährigen Krieg zerstört worden war, kaufte der Nürnberger Jobst Christoph Kreß von Kressenstein den zur Wüstung gewordenen Ort 1651 auf und besiedelte ihn wieder. Das Schloss wurde von 1720 bis 1725 in barocker Form wieder aufgebaut und von der Besitzerfamilie als Sommersitz genutzt.
Das Rittergut Dürrenmungenau war dem Ritterkanton Altmühl steuerbar. Es übte das Hochgericht über Dürrenmungenau und Hergersbach und Weihermühle im begrenzten Umfang aus. Es hatte ggf. an das brandenburg-ansbachische Kasten- und Stadtvogteiamt Windsbach auszuliefern. Es hatte über die genannten Orte auch die Dorf- und Gemeindeherrschaft inne. Gegen Ende des 18. Jahrhunderts hatte es die Grundherrschaft über insgesamt 42 Anwesen, die sich in folgenden Orten verteilten (in Klammern ist die Zahl der Anwesen angegeben): Dürrenmungenau (29), Hergersbach (11), Beerbach (1) und Weihermühle (1).
Seit 1896 ist es im Besitz der Freiherren Leuckart von Weißdorf bzw. deren Nachkommen. Um 1900 wurde das Schloss im Stil des Historismus umgestaltet, wobei neue Wirtschaftsgebäude entstanden.

## Anlage
Die Gestalt der mittelalterlichen Burg ist unbekannt. Das heutige Schloss zeigt sich als zweigeschossiger Bau des 18. Jahrhunderts mit turmartigem Mittelrisalit und Zwerchhäusern. Es integriert Teile des spätmittelalterlichen Baus und einer weiteren Bauphase des 17. Jahrhunderts. Der umgebende, 18 m breite Wassergraben hat das Aussehen eines breiten Weihers. Die Ostseite des Schlosshofs wird von einer großen Hopfenscheune von 1736 eingenommen. Gegenüber steht ein niedriges Waschhaus aus der Mitte des 19. Jahrhunderts. Schloss, Schlosspark, Obstgarten und Gutshof sind von einer Sandsteinmauer mit Zwiebeltürmen eingefasst.